# Viburnum obovatum
Viburnum obovatum är en desmeknoppsväxtart som beskrevs av Thomas Walter. Viburnum obovatum ingår i släktet olvonsläktet, och familjen desmeknoppsväxter. Inga underarter finns listade i Catalogue of Life.

## Bildgalleri

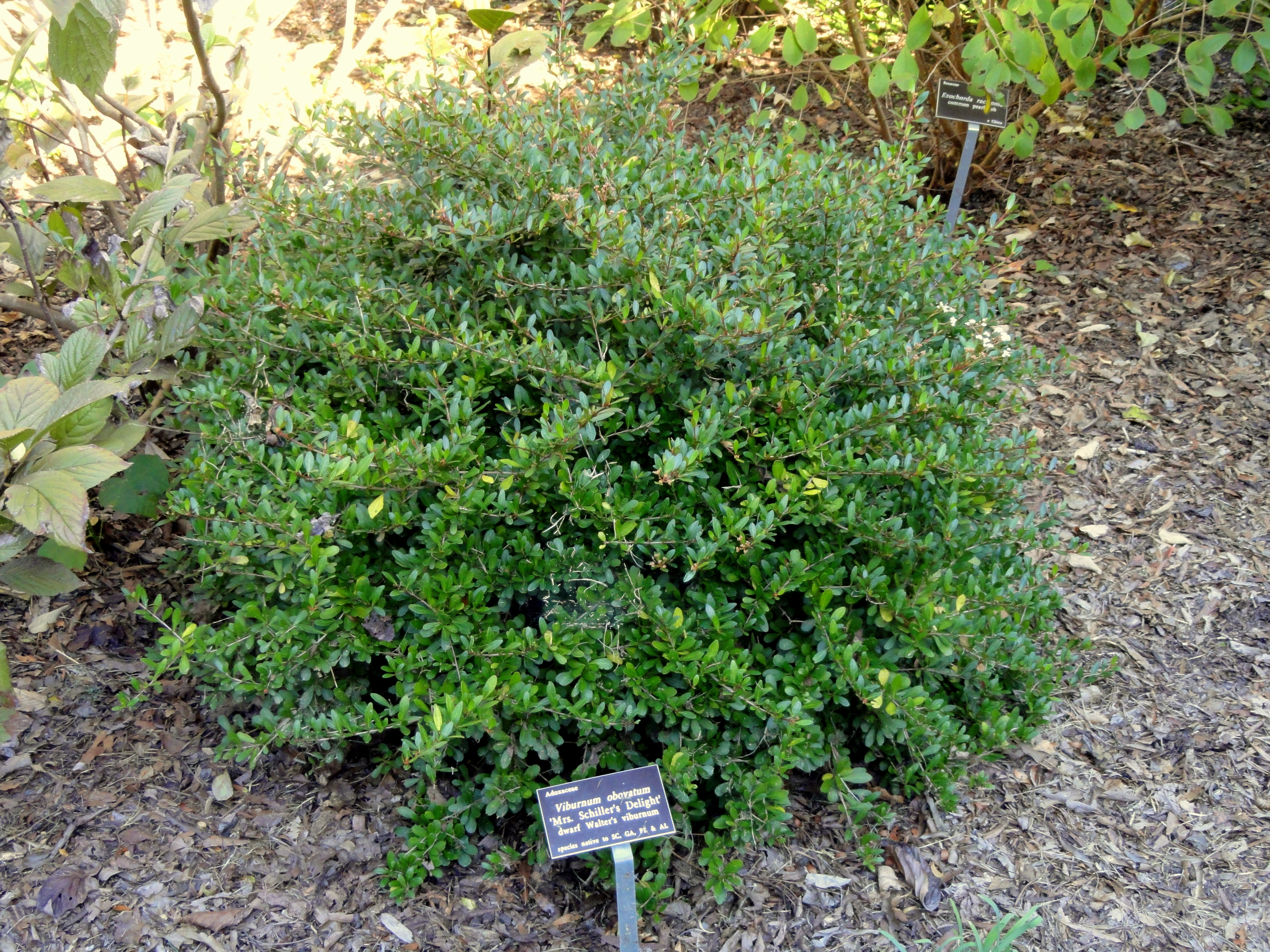
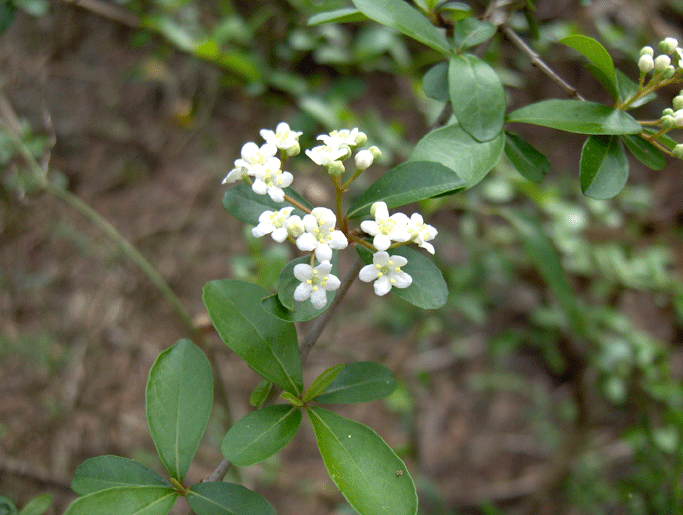
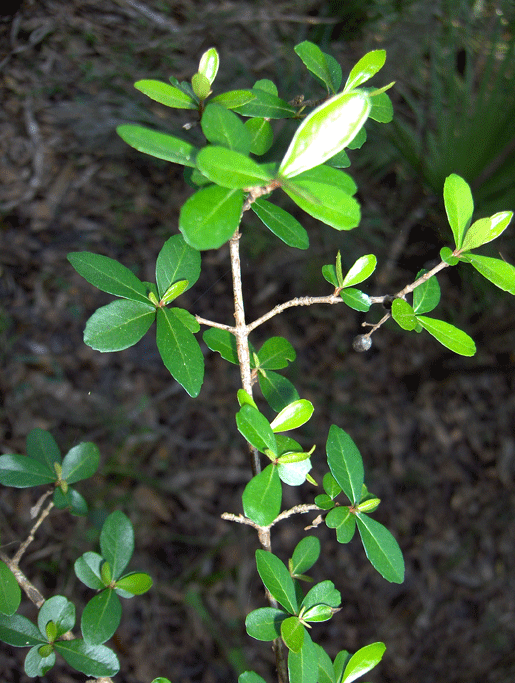
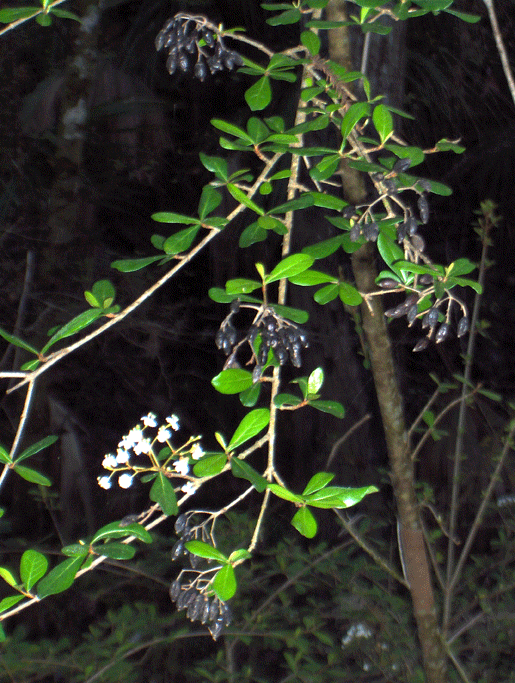
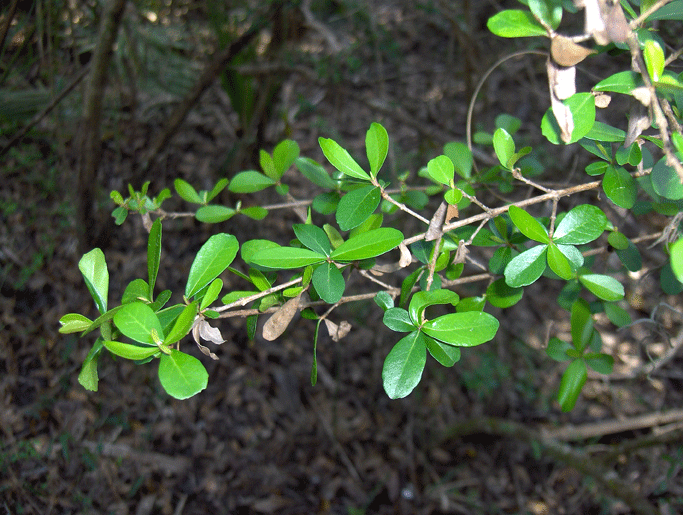
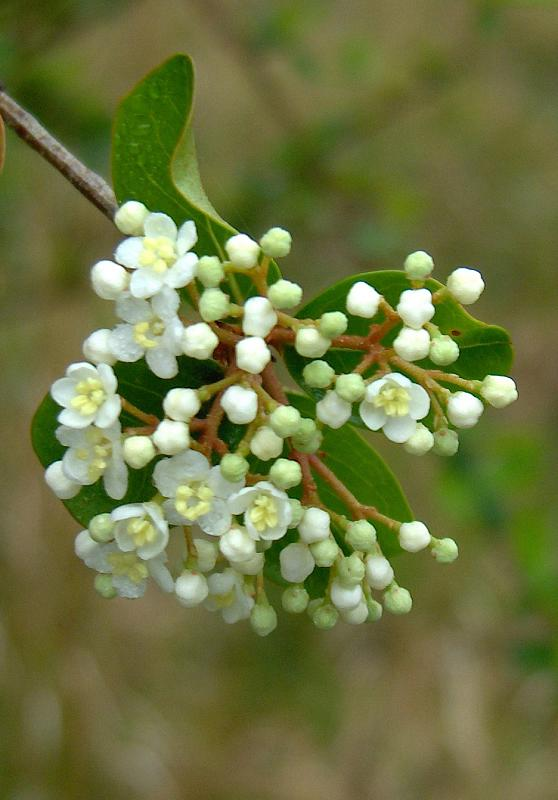